# Esztergom-Tábor megállóhely
Az Esztergom-Tábor megállóhely egy, már megszűnt Komárom-Esztergom vármegyei vasúti megállóhely volt Esztergom-Kertváros külterületén, túlnyomórészt a településen található katonai laktanyákat, kisebb részben Esztergom-Kertváros északabbi utcáinak lakóit szolgálta ki. Az 1967-ben felhagyott megálló helye a 111-es és 117-es főutak körforgalmi csomópontjának közvetlen közelében volt, a kiszolgáló épület még ma is áll, az áthaladó vágánytól keletre.
Áthaladó vasútvonalak:
- Budapest–Esztergom-vasútvonal (2)
- Esztergom–Almásfüzitő-vasútvonal (4)

## Megközelítés budapesti tömegközlekedéssel
- Busz:  800